# Rauvolfia chaudocensis
Rauvolfia chaudocensis är en oleanderväxtart som beskrevs av Jean Baptiste Louis Pierre och Pitard. Rauvolfia chaudocensis ingår i släktet Rauvolfia och familjen oleanderväxter. Inga underarter finns listade i Catalogue of Life.